# Чемпіонат України з американського футболу 2000
Чемпіонат України з американського футболу 2000
Сторінка недоопрацьована, у зв'язку з неповною інформацією про результати матчів та формат турніру.

## Команди учасниці
Участь у чемпіонат прийняли шість команд.
Дестроєрс перейменовано у Київські Слов'яни.
Ужгородські Лісоруби стали новачком чемпіонату.
Відбудася рокеровка — Вінниця відійшла до східної конференції, а Ужгород зайняв їх місце на Заході:
Східна конференція
1. Скіфи-ДонНТУ (Донецьк)
2. Харківські Атланти
3. Вінницькі Вовки

Західна конференція
1. Київські Слов'яни
2. Київські Гепарди
3. Ужгородські Лісоруби

## Календар змагань
Формат чемпіонату залишився як і у попередньому році.
- Команди поділені за географічним принципом на дві конференції — Західну та Східну
- Перші дві команди з кожної конференції виходять до фіналу чотирьох (команди з однієї конференції у фіналі чотирьох не грають між собою)

На даний час відомі тільки наступні результати цього чемпіонату:
Регулярний чемпіонат. Західна Конференція 
- 10.06.2000 Київські Гепарди — Київські Слов'яни 26:21
- 03.06.2000 Київські Слов'яни — Ужгородські Лісоруби 20:0 (т)
- 13.05.2000 Київські Слов'яни — Київські Гепарди 19:14
- 06.05.2000 Ужгородські Лісоруби — Київські Слов'яни 0:43
- 29.04.00 Ужгородські Лісоруби Київські Гепарди 06 :56
- 20.05.00 Київські Гепарди Ужгородські Лісоруби 42 :13

Регулярний чемпіонат. Східна Конференція 
- 06.05.00 Донецькі Скіфи Вінницькі Вовки 20 : 00 (т)
- 13.05.00 Вінницькі Вовки Донецькі Скіфи 14 :48
- 20.05.00 Донецькі Скіфи Харківські Титани 35 :00
- 03.06.00 Харківські Титани Донецькі Скіфи 09 :24
- 10.06.00 Вінницькі Вовки Харківські Титани 00 :40
- 17.06.00 Харківські Титани Вінницькі Вовки 20 :00 (т)

Фінал чотирьох 
- ?? Харківські Титани — Київські Слов'яни 20:27
- ?? Київські Слов'яни — Харківські Титани 33:0
- 23.09.2000 Донецькі Скіфи — Київські Слов'яни 21:0
- 16.09.2000 Київські Слов'яни — Донецькі Скіфи 0:51

Кубок Президента УФАФ 
- 14.10.00 Ужгородські Лісоруби Вінницькі Вовки 07 :08

Кубок Федерації
- 14.10.00 Слов'яни Харківські Титани 14 :02

Кубок України Фінал 
- 14.10.00 Київські Гепарди Донецькі Скіфи 00 :66

## Зведена турнірна таблиця
| Команда              | СД         | КГ          | КС          | ХА         | УЛ         | ВВ         |
| -------------------- | ---------- | ----------- | ----------- | ---------- | ---------- | ---------- |
| Скіфи Донецьк        | ---        |             | 21:0 51:0   | 35:0 24:9  |            | 20:0 48:14 |
| Київські Гепарди     |            | ---         | 26:21 14:19 |            | 56:6 42:13 |            |
| Київські Слов'яни    | 0:21 0:51  | 21:26 19:14 | ---         | 27:20 33:0 | 20:0 43:0  |            |
| Харківські Атланти   | 0:35 9:24  |             | 20:27 0:33  | ---        |            | 40:0 20:0  |
| Ужгородські Лісоруби |            | 6:56 13:42  | 0:20 0:43   |            | ---        |            |
| Вінницькі Вовки      | 0:20 14:48 |             |             | 0:20 0:40  |            | ---        |